# سرخ‌گیله
سرخ‌گیله (نام علمی: Rhamnus crocea) نام یک گونه از سرده سیاه‌تنگرس است.